# Let Me Down Easy (Sheppard)
Let Me Down Easy è un singolo del gruppo musicale australiano Sheppard, pubblicato il 26 gennaio 2015 come quarto estratto dal primo album in studio Bombs Away.
Il brano è anche la prima traccia del primo EP del gruppo Sheppard del 2012.

## Successo commerciale
Il singolo ha ottenuto successo a livello mondiale.